# Fecha (España)
Fecha (también llamada San Juan de Fecha y llamada oficialmente San Xoán de Fecha) es una parroquia española del municipio de Santiago de Compostela, en la provincia de La Coruña, Galicia. En 2020 contaba con una población de 270 habitantes.

## Entidades de población
Entidades de población que forman parte de la parroquia:
- Albudiño
- A Igrexa de Fecha (Fecha)
- A Ponte Alvar
- Bachao[5] (Vachao)
- Camouzo
- Fontoade
- Lamascal.[6] En el INE aparece como O Lamascal.
- Roán
- Vilar do Rei
- Vilas

## Demografía
| Gráfica de evolución demográfica de Fecha entre 2000 y 2020 |
|                                                             |
| Datos según el nomenclátor publicado por el INE.            |